# 昂比亚莱
昂比亚莱（法語：Ambialet，法語發音：[ɑ̃bjalɛ]）是法国奧克西塔尼大區塔恩省的一个市镇，属于阿尔比区。

## 地理
昂比亚莱（43°56'48"N, 2°22'45"E）面积30.04 平方千米，位于法国奧克西塔尼大區塔恩省，该省份为法国南部内陆省份，北起顺时针与阿韦龙省、埃罗省、奥德省、上加龙省和塔恩-加龙省接壤。
与昂比亚莱接壤的市镇（或旧市镇、城区）包括：阿萨克、库里斯、勒弗赖斯、圣安德烈、圣西尔格、塞雷纳克、阿尔比茹瓦自由城。

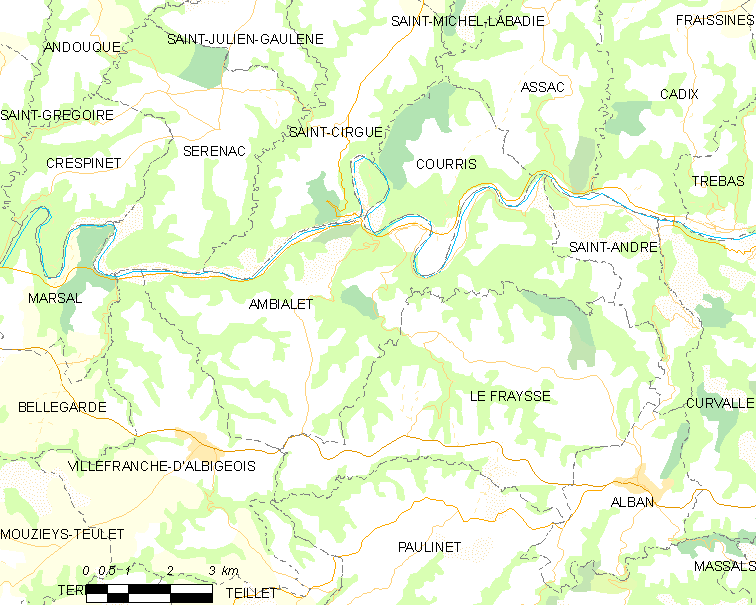
昂比亚莱的OSM定位图

昂比亚莱的时区为UTC+01:00、UTC+02:00（夏令时）。

## 行政
昂比亚莱的邮政编码为81430，INSEE市镇编码为81010。

## 政治
昂比亚莱所属的省级选区为上达杜县。

## 人口

1962-2008年间昂比亚莱人口变化图示

昂比亚莱于2022年1月1日时的人口数量为470人。